# McCoy Tyner
Alfred McCoy Tyner (Filadelfia, 11 de diciembre de 1938-Nueva Jersey, 6 de marzo de 2020) fue un pianista estadounidense de jazz. Conocido especialmente por sus trabajos con el John Coltrane Quartet, a lo largo de su carrera se aproximó a una amplia variedad de estilos, aunque siempre dentro de la vanguardia jazzística: jazz progresivo, jazz modal, hard bop, etc.; también dedicó algunos discos a la música afrocubana.

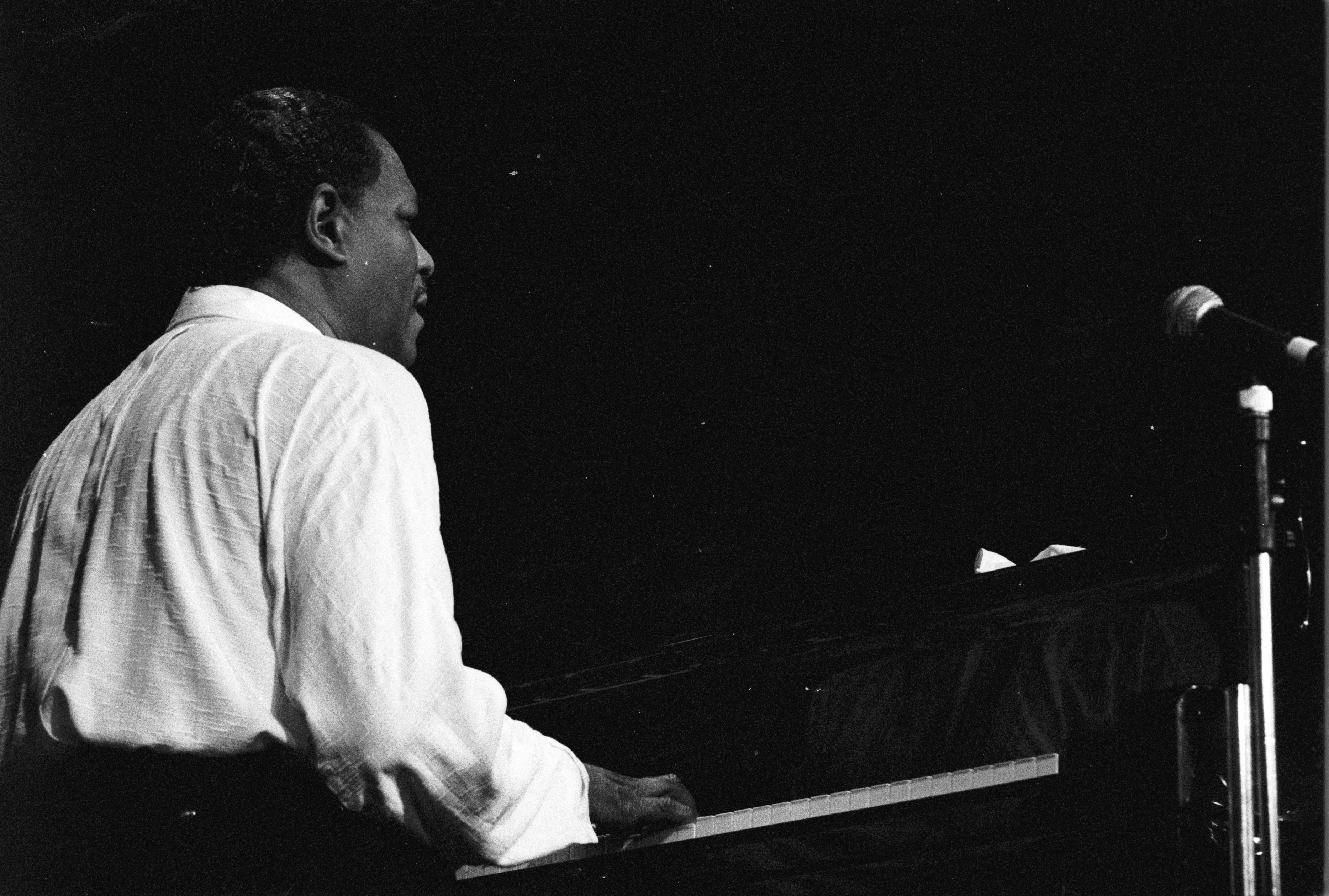
Tyner en 1973

## Biografía

### Primeros años
Tyner nació en Filadelfia, siendo el mayor de tres hermanos. Su madre lo animó a estudiar piano. Finalmente, comenzó a estudiar piano a la edad de 13 años y, dos años más tarde, la música se había convertido en el centro de su vida. Sus primeras influencias incluyen a Bud Powell, uno de los principales pianistas del bebop y vecino de McCoy en Filadelfia.

### Comienzo de su carrera
Tyner apareció en público por primera vez con Benny Golson, siendo el primer pianista en el legendario Jazztet de Golson y Art Farmer. Tras dejar el Jazztet, Tyner se unió al grupo de John Coltrane (hacía tiempo que Coltrane conocía a Tyner, y había incluido una de las composiciones del pianista, “The Believer” en una grabación de 1958). Tyner tocó en la popular grabación del saxofonista de “My Favourite Things” para Atlantic Records. El cuarteto de Coltrane, que consistía en Coltrane en el saxo tenor, Tyner, Jimmy Garrison en el bajo y Elvin Jones en la batería, realizó conciertos casi sin descanso entre 1961 y 1965, y grabó una serie de álbumes clásicos, incluyendo Live at the Village Vanguard, Ballads, Live at Birdland, Crescent, A Love Supreme, y The John Coltrane Quartet Plays ..., todos ellos en el sello Impulse!
Tyner grabó un conjunto de álbumes muy influyentes. Mientras estaba en el grupo de Coltrane, grabó una serie de importantes álbumes (principalmente en la forma de trío de piano) para el sello Impulse!, comenzando con Inceptión (1962), que muestra la habilidad de Tyner como compositor. En esa misma época apareció como acompañante en muchos álbumes editados por el sello Blue Note Records.[cita requerida]

### Tras Coltrane
Tras dejar el grupo de Coltrane, Tyner comenzó una serie de álbumes post-bop editados en el sello Blue Note Records, en el período 1967-1970 (The Real McCoy, 1967; Tender Moments, 1967; Expansions, 1968; Extensions, 1970). Poco después, se pasó al sello Milestone y grabó muchos álbumes influyentes, incluyendo Sahara (1972), Enligthenment (1973), y Fly With The Wind (1976), que incluía al flautista Hubert Laws, el batería Billy Cobham, y una orquesta de cuerda.
Su música para Blue Note y Milestone a menudo tomaba como punto de partida la música del cuarteto de Coltrane, a la vez que incorporaba elementos de la música africana y oriental. En Sahara, por ejemplo, Tyner toca un koto, además del piano, flauta, y la percusión. Estos álbumes se citan a menudo como ejemplos de jazz novedoso y vital, que no son ni fusión, ni free jazz. Trident (1975) es notorio por el hecho de que Tyner toca el clave (raramente oído en jazz) y la celesta, además del piano.
Citado a menudo como una influencia en músicos de jazz más jóvenes, Tyner grabó y dio conciertos regularmente hasta su fallecimiento. Desde los años 80 y durante los 90 tocó con un trío que incluía a Avery Sharpe en el bajo y Aaron Scott en la batería. Grabó tres discos maduros pero vibrantes para Blue Note, comenzando con Revelations (1988) y terminando con Soliloquy (1991).

### Estilo
Entre otras cosas, la forma de tocar de Tyner se podía distinguir por el uso del bajo con la mano izquierda, ya que tendía a levantar el brazo relativamente alto por encima del teclado para un ataque enfático. La forma de interpretar solos con la mano derecha de Tyner es reconocida por una cualidad de staccato y arpeggios descendentes, tanto de una forma triádica como en otros patrones. Su enfoque de la forma de tocar los acordes (característicamente en cuartas), ha ejercido influencia en una enorme cantidad de pianistas de jazz.[cita requerida]

### Vida personal
Tyner fue un musulmán suní por un tiempo, comenzando a los 18 años. Su nombre musulmán era Sulaimon Saud. Estuvo casado, y tuvo tres hijos. Su hermano, Jarvis Tyner, ocupa un puesto de liderazgo en el Partido Comunista Estadounidense.
Falleció en Nueva Jersey a los 81 años, el 6 de marzo de 2020. La noticia se difundió a través de las redes sociales.

## Discografía

### Como líder
- Inception - 1962 - Impulse!
- Great Moments with Mccoy Tyner - 1962 - Impulse!
- Nights of Ballads and Blues - 1963 - Impulse!
- Today and Tomorrow - 1963 - Impulse!
- Live at Newport - 1963 - Impulse!
- Reaching Fourth - 1963 - Impulse!
- McCoy Tyner Plays Ellington - 1964 - Impulse!
- The Real McCoy - 1967 - Blue Note
- Tender Moments - 1967 - Blue Note
- Time for Tyner - 1968 - Blue Note
- Expansions - 1968 - Blue Note
- Cosmos - 1969 - Blue Note
- Extensions - 1970 - Blue Note
- Asante - 1970 - Blue Note
- Sahara - 1972 - Milestone/OJC
- Song for My Lady - 1972 - Milestone/OJC
- Echoes of a Friend - 1972 - Milestone/OJC
- Song of the New World - 1973 - Milestone/OJC
- Enlightenment - 1973 - Milestone/OJC
- Sama Layuca - 1974 - Milestone/OJC
- Atlantis - 1974 - Milestone/OJC
- Trident - 1975 - Milestone/OJC
- Fly with the Wind - 1976 - Milestone/OJC
- Focal Point - 1976 - Milestone
- Four Times Four - 1976 - Milestone
- Supertrios - 1977 - Milestone
- Inner Voices - 1977 - Milestone
- The Greeting - 1978 - Milestone
- Passion Dance - 1978 - Milestone
- Together - 1978 - Milestone
- Horizon - 1979 - Milestone
- 4 X 4 - 1980 - Milestone
- 13th House - 1981 - Milestone
- La Leyenda de La Hora - 1982 - Columbia
- Looking Out - 1982 - Columbia
- Dimensions - 1984 - Elektra
- It's About Time - 1985 - Blue Note
- Double Trios - 1986 - Denon
- Bon Voyage - 1987 - Timeless
- Tribute to John Coltrane - 1987 - Impulse!
- Live at the Musicians Exchange Cafe - 1987 - Who's Who In Jazz
- What's New? - 1987 - WestWind
- Revelations - 1988 - Blue Note
- Uptown/Downtown - 1988 - Milestone
- Live at Sweet Basil, Vol. 1 - 1989 - KING Records
- Live at Sweet Basil, Vol. 2 - 1989 - KING Records
- Things Ain't What They Used to Be - 1989 - Blue Note
- Soliloquy - 1991 - Blue Note
- Remembering John - 1991 - Enja
- New York Reunion - 1991 - Chesky
- 44th Street Suite - 1991 - Red Baron
- Key of Soul - 1991 - Sweet Basil
- The Turning Point - 1991 - Verve
- Just Feelin' - 1991 - Palo Alto
- Hot Licks: Giant Steps - 1993 - Sound Solutions
- Journey - 1993 - Verve
- Manhattan Moods - 1993 - Blue Note
- Solar: McCoy Tyner Trio Live at Sweet Basil - 1993 - Compose
- Prelude and Sonata - 1994 - Milestone
- Infinity - 1995 - Impulse!
- Live in Warsaw - 1995 - Who's Who In Jazz
- Autumn Mood - 1997 - Delta
- What the World Needs Now: The Music of Burt Bacharach - 1997 - GRP
- McCoy Tyner & the Latin All-Stars - 1999 - Telarc
- McCoy Tyner with Stanley Clarke & Al Foster - 2000 - Telarc
- Immortal Concerts: Beautiful Love - 2000 - Giants of Jazz
- At the Warsaw Jamboree - 2000 - Starburst
- Jazz Roots: McCoy Tyner Honors Jazz Piano Legends of the 20th Century - 2000 - Telarc
- McCoy Tyner Plays John Coltrane: Live at the Village Vanguard - 2001 - Impulse!
- Live in Warsaw: Lady From Caracas - 2001 - TIM
- Port au Blues - 2002 - Past Perfect
- Suddenly - 2002 - Past Perfect
- Land of Giants - 2003 - Telarc
- Hip Toe: Live at the Musicians Exchange Cafe 1987 - 2004 - Universe
- Modern Jazz Archive [live] - 2004 - Membran International
- Illuminations - 2004 - Telarc
- Counterpoints: Live in Tokyo - 2004 - Milestone
- Warsaw Concert 1991 - 2004 - Fresh Sounds
- McCoy TYNER Quartet - 2007 - Half Note Records
- Guitars - 2008 - Ryko
- Solo, Live From San Francisco - 2009 - Half Note Records

### Como músico de sesión
Con Curtis Fuller
- Imagination (Savoy, 1959)
- Images of Curtis Fuller (Savoy, 1960)

Con Art Farmer y Benny Golson
- Meet the Jazztet (Argo, 1960)

Con Freddie Hubbard
- Open Sesame (1960)
- Goin' Up (1960)
- Ready for Freddie (1961)
- Blue Spirits (1964)

Con Julian Priester
- Spiritsville (Jazzland, 1960)

Con John Coltrane
- Like Sonny (Tracks with Tyner rec. 1960)
- Coltrane's Sound (1960, released 1964)
- Coltrane Jazz (only on “Village Blues”) (1961)
- My Favorite Things (1961)
- Olé Coltrane (1962)
- Coltrane Plays the Blues (1962)
- The Coltrane Legacy (Atlantic compilation of outtakes, 1970)
- Africa/Brass (1961)
- Live! at the Village Vanguard (1961)
- Coltrane (1962)
- Ballads (1963)
- John Coltrane and Johnny Hartman (1963)
- Impressions (1963)
- Live at Birdland (1963)
- Crescent (1964)
- A Love Supreme (1964)
- To the Beat of a Different Drum (1965)
- The John Coltrane Quartet Plays (1965)
- Ascension (1965)
- New Thing at Newport (1965)
- Kulu Sé Mama (1965)
- Meditations (1965)
- Om (1965)
- Gleanings (1965)
- Transition (1970)
- Sun Ship (1971)
- First Meditations (1977)
- Living Space (1998)

Con Joe Henderson
- Page One (1963)
- In 'N Out (1964)
- Inner Urge (1964)

Con Art Blakey
- A Jazz Message (1964)

Con Wayne Shorter
- Night Dreamer (1964)
- Juju (1964)
- The Soothsayer (1965)

Con Grant Green
- Matador (1964)
- Solid (1964)

Con J. J. Johnson
- Proof Positive (1964) (appears on only 1 track)

Con Lee Morgan
- Tom Cat (1964)
- Delightfulee (1966)

Con Stanley Turrentine
- Mr. Natural (1964)
- Rough 'n' Tumble (1966)
- Easy Walker (1966)
- The Spoiler (1966)
- A Bluish Bag (1967)
- The Return of the Prodigal Son (1967)

Con Milt Jackson
- In a New Setting (Limelight, 1964)
- Spanish Fly (1964)

Con Hank Mobley
- A Caddy for Daddy (1965)
- A Slice of the Top (1966)
- Straight No Filter (1966)

Con Sonny Stitt
- Loose Walk (1966)

Con Donald Byrd
- Mustang! (1966)

Con Bobby Hutcherson
- Stick-Up! (1966)
- Solo / Quartet (1982)

Con Lou Donaldson
- Lush Life (1967)

Con Blue Mitchell
- Heads Up! (1968)

Con Sonny Rollins, Ron Carter y Al Foster
- Milestone Jazzstars in Concert (1978)

Con John Blake, Jr.
- Maiden Dance (1983)

Con Woody Shaw, Jackie McLean, Cecil McBee y Jack DeJohnette
- One Night with Blue Note|One Night with Blue Note Preserved Volume Two (1985)

Con George Benson
- Tenderly (1989)

Con Avery Sharpe
- Unspoken Words (1989)

Con David Murray
- Special Quartet (1990)
- Bill Evans: A Tribute, 1982, Palo Alto

## Más información
- Espinosa, P. (14 de marzo de 2020). El vuelo del gran Macoi. La Jornada, Cultura, La Jornada de Enmedio, p. 12a. (Consultado sábado, 14 de marzo de 2020)